# Westerne
Westerne var en stamme i angelsaksisk England, der sandsynligvis boede i det vestlige England. De nævnes i Tribal Hidage, der er en oversigt over kongeriger og fyrstedømmer prodiceret i Mercia i 700-tallet med henblik på insamlaing af skatter. Der vides ikke meget om westerne, end ikke præcis, hvor de holdt til.
Placeringen i Tribal Hidage indikerer, at de har boet i den vestlige udkant af det centrale Mercia, og muliugvis at de blev associeret med Magonsaetan, der boede i området omkring Leominster og Hereford. Der er meget få angelsaksiske gravpladser fra dette område, hvilket kan indikere at de mercianske ledere overtog en eksisterende politisk region, der muligvis der romano-britisk område Cornovii. Tribal Hidage tilskriver Westerne til at dække et område på 7.000 hides, hvilket rangerer dem sammen med mindre kongeriger som Kongeriget Lindsey, Hwicce, Kongeriget Essex og Kongeriget Sussex.
Området blev sandsynligvis styret af en ealdorman, en højstående adelig, der repræsenterede Mercias konges interesser.
Stammen blev en del af kongeriget MErcia, men området fortsatte med at have en markant politisk opdeleing helt op til 1016, hvor Eadric ledte Magonsaetan mod Knud den Store og hans invasion af England.